# Таїфські угоди
Таїфські угоди (араб. اتفاق الطائف, фр. Accord de Taëf), офіційно — Декларація національного примирення (وثيقة الوفاق الوطني) — мирний договір між сторонами громадянської війни в Лівані, що визначив новий перерозподіл влади в країні та суттєво переформатував відносини між гілками влади, підписаний 22 жовтня 1989 року та ратифікований ліванським парламентом 5 листопада 1989 року.

## Передумови
Після невдалих спроб обрати нового президента країни та, відповідно, призначити новий уряд, Амін Жмаель, що перебував на президентській посаді, призначив у вересні 1988 року головнокомандувача Збройних сил Лівану Мішеля Ауна головою уряду. Проте він не був прийнятий більшістю нехристиянського населення як легітимний прем'єр-міністр, і натомість авторитет Селіма аль-Хосса як попереднього голови уряду зростав з кожним днем.
Всупереч несприятливим внутрішньополітичним обставинам Мішель Аун 14 березня 1989 року проголосив курс на відновлення суверенітету Лівану жорсткими методами, що передбачали повне викорінення порядків народного ополчення на визначених територіях. Так звана «Війна за звільнення» від де-юре всіх іноземних агентів впливу була де-факто воєнним рухом за звільнення Лівану від сирійської армії на півдні та сході країни. Палестинські формування та ізраїльська регулярна армія на півдні країни вважались стратегічними цілями, яких треба було досягнути після вирішення сирійського питання.
Сирійське збройне угрупування на території Лівану було збільшено у відповідь на проголошений генералом курс з 30 тис. до прибл. 40 тис. осіб, були здійснені прориви вглиб країни, завдано суттєвої шкоди інфраструктурі, що до того часу залишалась неушкодженою або ж наново відновленою в періоди деескалації конфлікту. Водночас проголошений Ауном курс стосувався також і нейтралізації нелегальних збройних формувань християнського спрямування («Ліванські Сили» під командуванням Саміра Жажі), що спричинило конфлікти та подальші збройні сутички між християнами-маронітами. Також поглибився конфлікт в шиїтському таборі між рухом «Амаль» з одного боку, та «Хезболлою» — з іншого. Щоденні збройні сутички між численними сторонами конфлікту вказували на необхідність якнайшвидшого досягнення компромісу. Мішель Аун, що змушений був втекти до французького посольства після руйнування сирійською авіацією своєї резиденції, закликав вірні йому частини капітулювати. Деякі з них не виконали наказу та продовжили вести боротьбу, інші капітулювали, що, однак, стало причиною ще одного масштабного кровопролиття, відомого як «Різанина 13 жовтня», під час якого сирійськими військами було розстріляно як мінімум 200 ліванських військовополонених та 15 цивільних осіб.
Не лише внутрішньодержавні, але й зовнішньополітичні фактори вплинули на закінчення збройного протистояння та його перехід в суто політичну площину. Ізраїльські війська, що окупували південні райони Лівану в 1982 році, були на кінець 80-х-поч. 90-х років більш сконцентровані на протистоянні з палестинськими збройними угрупуваннями, що оголосили чергову Інтифаду. Колапс комуністичної системи та утвердження США як єдиного на той момент гегемона у світовій політичній системі також відіграли свою роль — бажання США стабілізувати становище на середземноморському узбережжі було узгоджено із планами вторгнення у військове протистояння на узбережжі Перської затоки. Ірак не міг прийняти подальшого посилення Сирії як локального суперника на ліванській території, а Саудівська Аравія готувалась до можливої участі у складі міжнародної коаліції у Перській затоці. Саме Саудівська Аравія ініціювала створення міждержавного органу, що готував проєкт майбутніх Таїфських угод.
Після тривалого збройного конфлікту між головним чином представниками різних релігійних спільнот, представниками збройних сил та світської влади, що, за різними підрахунками, спричинив людські жертви в кількості від 100 до 142 тис. осіб, був підписаний мирний договір в саудівському курортному місті Таїф.

## Зміст угод
Угоди, що по суті мали являти собою проєкт нової Конституції Лівану, мають наступні основні положення:
- Декларується арабська ідентичність Лівану.
- До моменту формування нового виборчого законодавства місця в парламенті мають бути розділені між мусульманами та християнами порівну.
- Держава має поступово відходити від принципу політичного конфесіоналізму (параграф Н Конституції Лівану 2004 р. Constitution of Lebanon[4]), згідно з яким раніше проводився розподіл вищих державних посад[5]. Згідно з цим принципом, посада Президента Лівану традиційно відходила християнину-мароніту, посада прем'єр-міністра — мусульманину-сунніту, посада спікера парламенту — мусульманину-шиїту.
- Утворення Конституційної Ради для контролю за виконанням положень даних угод та Конституції.
- Протягом 6 місяців вся зброя та амуніція нелегальних військових формувань має бути передана Збройним силам Лівану.
- Гарантується право повернення всім громадянам Лівану, що вимушені були залишити країну після початку війни в 1975 році.
- Протягом двох наступних років сирійські війська мають допомагати Збройним силам Лівану відновлювати суверенітет держави на її території.
- Буде вжито заходів щодо завершення ізраїльської окупації південних областей Лівану, постулюється важлива роль миротворчих сил ООН в цьому процесі.
- Підкреслюється особлива роль відносин із Сирією через братні стосунки, довгу історичну традицію та кровну спорідненість двох народів. Двом країнам забороняється вдаватися до дій, що можуть призвести до виникнення загрози суверенітету, незалежності або територіальній цілісності однієї з цих держав.